# Joseph Decico
Joseph Decico, né Joseph Di Cicco, né le 11 avril 1908 à La Mulatière et mort le 30 juillet 1991 dans le 7e arrondissement de Lyon, est un boxeur français. Il a été cinq fois champion de France des poids coqs et une fois champion d'Europe.
Entre 1934 et 1935, Joseph Decico et Émile Pladner connaissent une rivalité qui les fait se rencontrer à plusieurs reprises pour le titre de champion de France des poids coqs. L'Auvergnat remporte la première rencontre en avril. et confirme en octobre,. L'année suivante, le Lyonnais prend sa revanche et impose sa vitesse pour s'emparer de la ceinture nationale. Il devient champion d’Europe en 1936 en battant le Suisse Maurice Dubois à domicile,,. Il perd ce titre plus tard dans l'année, battu par Aurel Toma à Bucarest. Dans sa carrière, il compte des victoires contre Eugène Huat, Émile Pladner, Kid Francis, Nicolas Petit-Biquet, Young Perez, Théo Médina et Valentin Angelmann. En 1939, Decico est victime d'un grave accident de voiture avec son frère Pascal Decico, jockey. En 1942, il remporte son dernier titre de champion de France des coqs en mettant hors combat le détenteur du titre Pierre Louis d'un crochet gauche au menton dans la première reprise alors qu’il est considéré, à l'âge de 34 ans comme un vétéran des rings. Retiré des rings, il se consacre à son restaurant à Lyon.